# Ion Niculescu
Ion Nicolescu (n. 1863 – d. 1917) a fost un actor român ce a jucat pe scenele bucureștene la începutul secolului XX. S-a afirmat ca primul interpret al personajului Cațavencu din „O scrisoare pierdută” de Ion Luca Caragiale. Varietatea mimicii sale, umorul comunicativ l-au făcut foarte popular. Printre rolurile interpretate: Oregon din „Bolnavul închipuit” (Moliere), Polonius din „Hamlet” și Bottom din „Visul unei nopți de vară” (Shakespeare), Banul Vulpe din „Boieri și ciocoi” (Alecsandri), Conu Leonida din „Conu Leonida față cu reacțiunea” (Caragiale), etc. A interpretat rolul lui Mihail Kogălniceanu în filmul „Independența României” (1912).